# Алі (міфологія)
Алі (груз. ალი) — персонажі грузинської міфології, злі духи, що живуть у лісі, на скелях, в руїнах, поблизу ріки, забираються в стайні. 
Алі шкодять породіллям, немовлятам, одиноким подорожнім. Бувають чоловічої і жіночої статі (жадали), мають страхітливий вигляд (зуби з міді, кігті, брудне волосся). Можуть, прийнявши вигляд близької людини, заманити жертву в воду. Алі-жадала постає перед чоловіком в образі гарної жінки з розпущеним волоссям, заманює у воду і топить його. Часто сидить у воді або на камені і розчісує волосся. Якщо в цей час до неї хтось підкрадеться і зріже волосся, вона стане звичайною жінкою, піде за людиною до нього додому і буде служити, поки їй не повернуть зрізане волосся. Звільнившись, алі мститься родині, яка тримала її в полоні. У алі є здатність перевтілюватися, вона може обернутися знайомим чи другом, ввести в оману і завдати шкоди. Алі часто ночами забирається в стайню, виводить коня і до ранку заганяє його, повертаючи змиленого, до того ж сплутують коню гриву так, що її ніхто не може розплутати.
У деяких переказах Алі наділені функціями богині Далі, як і вона, видаються золотокосими красунями в білих сукнях. Злим чарам Алі протистоїть «заговір від Алі» або згадка імені святого Георгія.